# Туимский сельсовет
Туимский сельсовет (до 2009 года — Туимский поссовет) — сельское поселение в Ширинском районе Хакасии.
Административный центр — село Туим.

## История
Статус и границы сельского поселения установлены Законом Республики Хакасия от 7 октября 2004 года № 63 «Об утверждении границ муниципальных образований Ширинского района и наделении их соответственно статусом муниципального района, сельского поселения»
Закон Республики Хакасия N 19-ЗРХ от 10 февраля 2009 года «О внесении изменений в Закон Республики Хакасия „Об утверждении границ муниципальных образований Ширинского района и наделении их соответственно статусом муниципального района, городского, сельского поселения“» гласил:
Внести в Закон Республики Хакасия от 7 октября 2004 года N 63 «Об утверждении границ муниципальных образований Ширинского района и наделении их соответственно статусом муниципального района, городского, сельского поселения» следующие изменения:
1) в статье 2 слова «пгт. Шира» заменить словами «с. Шира»;

2) в статье 3 слова «Коммунаровский поссовет, Туимский поссовет, Ширинский поссовет» заменить словами «Коммунаровский сельсовет, Туимский сельсовет, Ширинский сельсовет»

## Население
| 2010  | 2012  | 2013  | 2014  | 2015  | 2016  | 2017  |
| ----- | ----- | ----- | ----- | ----- | ----- | ----- |
| 4239  | ↘4143 | ↘4018 | ↘3873 | ↘3724 | ↘3627 | ↘3575 |
| 2018  | 2019  | 2020  | 2021  |       |       |       |
| ↘3554 | ↘3488 | ↘3381 | ↗3853 |       |       |       |

## Состав сельского поселения
В состав сельского поселения входят 4 населённых пункта:
| № | Населённый пункт | Тип населённого пункта       | Население |
| - | ---------------- | ---------------------------- | --------- |
| 1 | Верхний Туим     | посёлок                      | ↘16       |
| 2 | Тисин            | посёлок                      | →0        |
| 3 | Туим             | село, административный центр | ↘3785     |
| 4 | Улень            | посёлок                      | ↘12       |

## Местное самоуправление
Администрация
с. Туим, Микрорайон, 13
Глава администрации
- Селютин Владимир Николаевич